# Timon, Maranhão
Timon är en stad och kommun i nordöstra Brasilien och ligger i delstaten Maranhão. Den är delstatens tredje största stad, och är belägen vid floden Parnaíba. På andra sidan floden ligger Teresina, delstaten Piauís huvudstad. Kommunens befolkning uppgår till cirka 160 000 invånare.

## Administrativ indelning
Kommunen var år 2010 indelad i två distrikt:
- Buriti Cortado
- Timon

## Befolkningsutveckling
| Område              | Areal (km²)   | Invånarantal 1 augusti 2000 | Invånarantal 1 augusti 2010 | Invånarantal 1 juli 2014 |
| ------------------- | ------------- | --------------------------- | --------------------------- | ------------------------ |
| Kommun              | 1 743,25      | 129 692                     | 155 460                     | 163 342                  |
| Urban befolkning    | Ingen uppgift | 113 066                     | 135 133                     | Ingen uppgift            |
| ...varav centralort | Ingen uppgift | 112 860                     | 134 792                     | Ingen uppgift            |